# The Best of Urszula & Budka Suflera
The Best of Urszula & Budka Suflera – składankowy album Urszuli, wydany w 1988 roku nakładem wydawnictwa Rock Studio New York.
Jest to pierwszy polski album kompaktowy z muzyką rozrywkową, zawiera największe przeboje wokalistki oraz trzy utwory z płyty Czwarty raz nagrane w języku angielskim: „Life”, „Is it love” i „Getaway car”.

## Lista utworów
1. „Podwórkowa kalkomania” – 5:22
2. „Malinowy król” – 5:05
3. „Dmuchawce, latawce, wiatr” – 5:30
4. „Powiedz ile masz lat” – 4:25
5. „Wielki odlot” – 4:45
6. „Jestem ogniem” – 5:05
7. „Niebanalne życie” – 3:10
8. „Czy to miłość, to co czuję” – 4:10
9. „Life” – 5:00
10. „Tam za rogiem” – 4:15
11. „Raz” – 5:00
12. „Gdzie złota mieć nie trzeba” – 4:05
13. „Doganiając krótki dzień” – 4:40
14. „Zobacz sam” – 3:35
15. „Is it love” – 4:40
16. „Getaway car” – 3:35

## Twórcy
- Urszula Kasprzak – śpiew
- Romuald Lipko – instrumenty klawiszowe
- Stanisław Zybowski – gitary, śpiew
- Marcin Pośpieszalski – gitara basowa
- Tomasz Zeliszewski – perkusja
- Jerzy Suchocki – instrumenty klawiszowe

Personel
- Romuald Lipko - aranżacje
- Stanisław Zybowski - aranżacje
- Mikołaj Wierusz - realizacja (8,9,10,11,12,13,14,15,16)
- Wojciech Przybylski - realizacja (3,6)
- Józef Nowakowski – realizacja (1,2,4,5)
- Paweł Danikiewicz - midi komputery
- Wiesław Leżanka – foto
- Andrzej Mazur – projekt graficzny